# Parasmittina atypica
Parasmittina atypica is een mosdiertjessoort uit de familie van de Smittinidae. De wetenschappelijke naam van de soort is, als Escharella atypica, voor het eerst geldig gepubliceerd in 1967 door Powell.